# حاجز نار

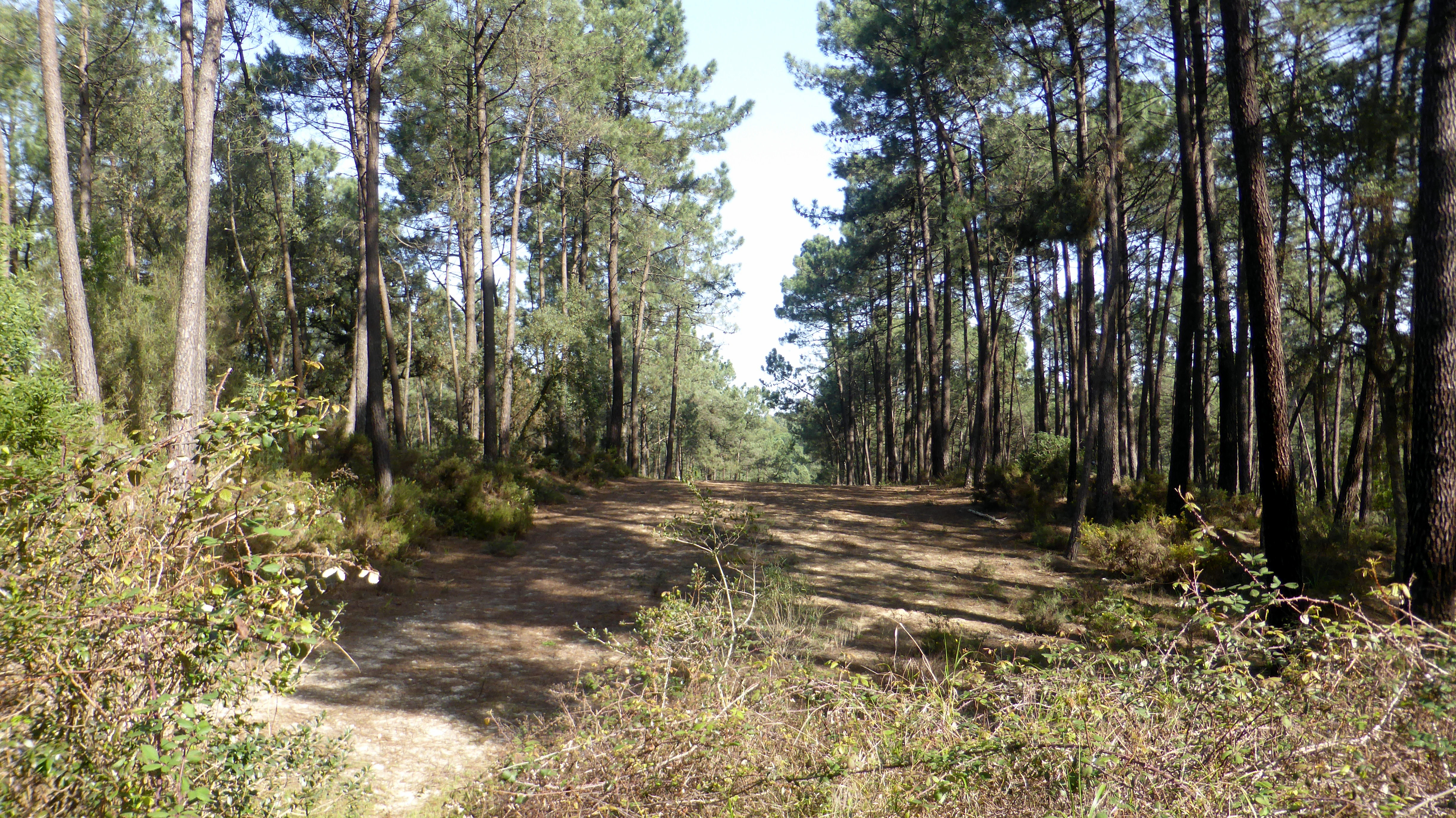
فاصل النار يُطلق عليه أيضًا "طريق النار" أو "خط النار" أو "فاصل الوقود"

حاجز النيران أو حاجز النار أو فاصل النار أو حاجز حريق مضاد (بالإنجليزية: firebreak) هو وجود فجوة في الغطاء النباتي أو غيرها من المواد القابلة للاحتراق التي تعمل حاجزًا لإبطاء أو وقف تقدم حرائق الغابات. وبمعنى آخر هو مجال له شكل طريق يكون غير مغروس بين المغروسات، أو على هوامشها، والذي يُبقى خاليًا من النباتات القابلة للاشتعال في السنوات الأولى. قد يحدث الحريق بشكل طبيعي عندما وجود نقص في الغطاء النباتي أو الوقود، مثل النهر أو البحيرة أو الوادي. قد تكون حرائق الحريق أيضًا من صنع الإنسان، والعديد منها يعمل أيضًا عمل طرق مختلفة، مثل طريق قطع الأشجار أو مسار الدفع الرباعي أو الطريق الثانوي أو الطريق السريع. أُنشِئ أغلى فاصل نار في العالم عندما حُرّك جزء من شارع فان نيس في سان فرانسيسكو لوقف انتشار الحريق الناتج عن زلزال سان فرانسيسكو عام 1906. مكافحة الحرائق بعد وقوع الزلزال تكون بالعادة صعبة للغاية، لأن الزلزال قد يتسبب في تمزق أنابيب المياه، ما يؤدي إلى فقد كامل لضغط الماء.

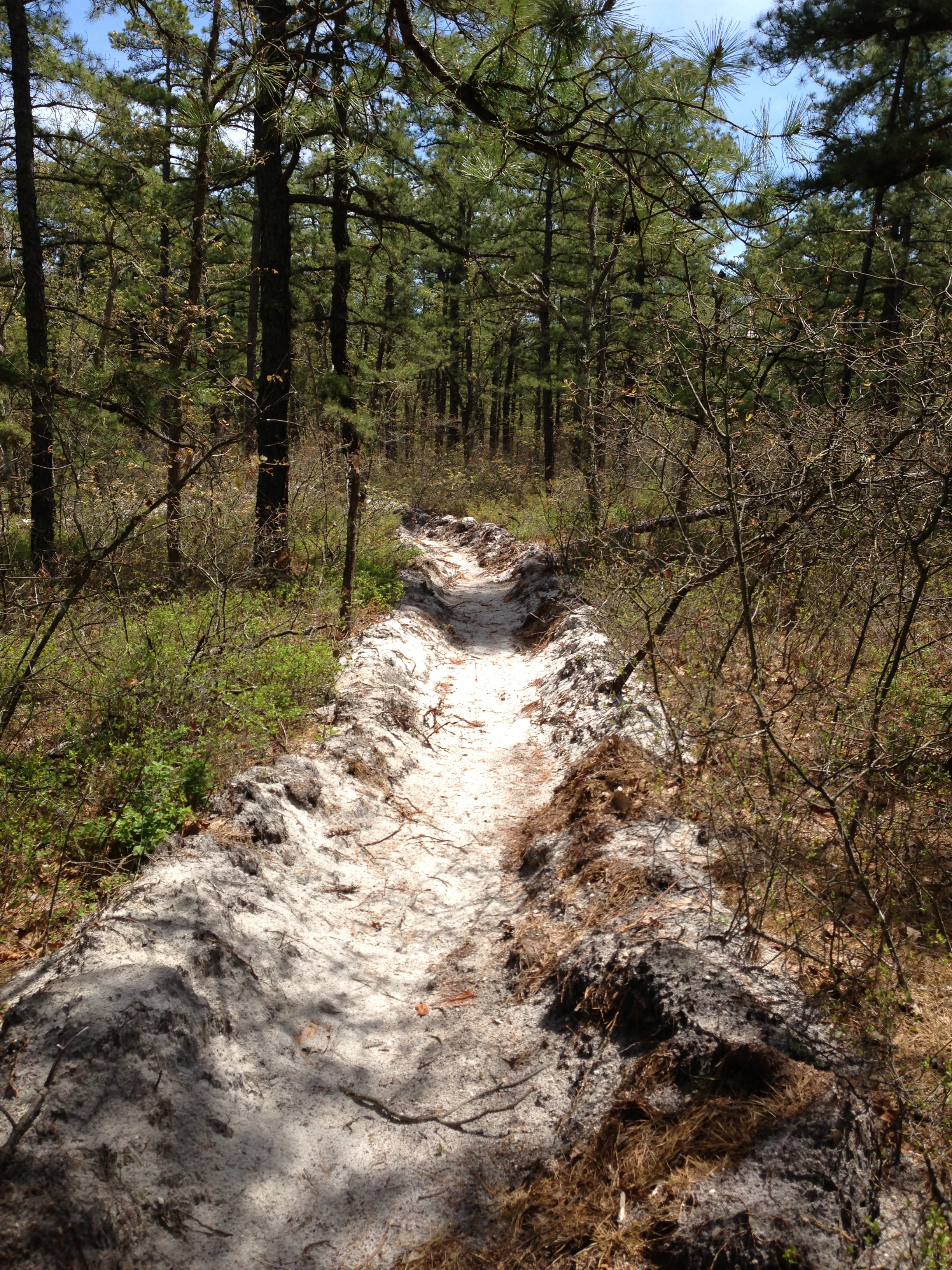
فاصل النار في غابة بريندان بيرن ستيت في منطقة باين بارنز بولاية نيوجيرسي